# Razzoli
Razzoli est une île de l'archipel de La Maddalena situé à l'extrémité nord de la Sardaigne près des Bouches de Bonifacio. Elle constitue avec les autres îles de l'archipel, le parc national de l'archipel de La Maddalena.

## Géographie
L'île de Razzoli a une superficie d'1,5 km2 et dispose d'un développement côtier de 12,3 kilomètres. Le sommet le plus haut est le Monte Cappello qui culmine à 65 mètres au-dessus du niveau de la mer. L'île est séparée de quelques mètres de l'île de Santa Maria par le Passo degli Asinelli. Son aspect diffère un peu de celui des îles voisines en raison de hauts rochers, avec peu de plages, toutefois renommées comme la Cala Lunga, la Cala Cappello ou encore la Cala noce.

## Histoire
L'île n'a jamais été habitée durant toute son histoire mais souvent, de passage, les éleveurs de Bonifacio y amenaient leurs bêtes pour brouter.
Dans la partie nord de l'île, on trouve un phare servant à l'orientation maritime.